# Carlos Mellino
Carlos Mellino (Buenos Aires, Argentina, 13 de mayo de 1948) es un músico tecladista argentino nacido en Buenos Aires, pionero del rock nacional argentino. Forma parte de la banda Alma & Vida una de las bandas destacadas de la historia del rock argentino y una de las primeras en realizar música de fusión (rock-jazz). Es autor de algunas canciones de gran importancia en la historia del rock argentino como «Hoy te queremos cantar», «Del gemido de un gorrión», «Salven a Sebastián» y -junto con Alejandro Lerner- de la conocida «Historia sin final».

## Biografía

### Pionero del rock nacional
Comenzó su carrera en 1965, al integrar el grupo beat The Seasons, con Alejandro Medina en bajo (luego Manal), grabando su primer disco para la grabadora Microfón.
Integró junto a un puñado de músicos, que se concentraron en Buenos Aires y dieron origen al rock en español. Ese grupo tuvo su epicentro en el triángulo formado por un precario local musical nocturno llamado La Cueva, el Instituto Di Tella (Florida 900) y Plaza Francia. Algunos de esos grupos y músicos pre-balsa fueron: Los Gatos Salvajes (Litto Nebbia, Ciro Fogliatta), The Seasons (Carlos Mellino, Alejandro Medina), Los Beatniks (Javier Martínez, Pajarito Zaguri, Mauricio Birabent), Miguel Abuelo, Tanguito, Pappo, Oscar Moro y los periodistas y poetas fundacionales del rock Pipo Lernoud y Miguel Grinberg.
Por las noches, cuando terminaban las funciones en La Cueva, los roqueros iban a amanecer a las plazas o a los bares que permanecían abiertos toda la noche.

Cuando salíamos de la Cueva, si era verano nos íbamos a una plaza, y si era invierno nos íbamos a un bar, y nos quedábamos hasta las 8 de la mañana. En esas guitarreadas yo cantaba mis canciones y Moris, Javier y Tango cantaban las suyas. Esa época fue bastante parecida a la del tango.

### Alma & Vida
Integró la banda Alma & Vida entre los año 1970 y 1976, junto a Alberto Hualde (batería), Bernardo Baraj (saxo), Carlos "Carnabi" Villalba (bajo), Juan Barrueco (guitarra) y Gustavo Moretto (trompeta). Considerada una de las grandes bandas de jazz rock argentino, lanzó cinco trabajos discográficos entre 1971 y 1976, con éxitos como Hoy te queremos cantar, Del gemido de un gorrión, Salven a Sebastián, de los cuales Mellino es coautor. En 1976 se separaron y volvieron a reunirse ocasionalmente en 2000, 2003 y definitivamente en 2007.

### Solista
Luego de la disolución de Alma & Vida inició su carrera solista, adoptando un estilo más melódico. Compuso la banda de sonido de las obras teatrales de su hermano, el actor Esteban Mellino, entre ellos los éxitos "Loco", "La nube" y "Sueños 375".
En el año 1983, realiza dos recitales en el Teatro Astral que fuera el primer encuentro con Alejandro Lerner donde cantaron «Let it Be» y el músico uruguayo Rubén Rada. Todo esto se realizó con la colaboración de un importante grupo de producción. Entre ellos Miguel Calluso y Julián Cabrera como Director Creativo y de Fotografía.
En 1991 escribió e interpretó junto con Alejandro Lerner el tema «Juntos para siempre» que sirvió de cortina musical para la exitosa serie de TV La banda del Golden Rocket, transmitida por Canal 13.
En el 2013, rompe un silencio discográfico después de 21 años con Hasta donde llegue mi voz; un disco totalmente artesanal y con activa participación de su familia y amigos cercanos.
En 2019 una nueva placa, editada solo en forma digital, llega a la consideración masiva. Horizonte es su nombre y muy pronto comenzará a presentarlo en vivo

## Discografía

### The Seasons
- Liverpool at B.A. (LP) (1966)

### Alma y Vida
- Niño color cariño/He comprendido 1970 - (simple)
- Alma y Vida 1971
- Alma y Vida Vol. 2 1972
- Del gemido de un gorrión 1973
- Alma y Vida Vol. 4 1974
- Alma y Vida Vol. 5 1974
- Juntos otra vez 1990
- Nuevas sensaciones 1991

### Solista
- Yo muchacha guardo un beso/Paula lloraba 1977 - (simple)
- Hoy especialmente yo, 1979
- Carlos Mellino, 1982
- Carlos Mellino, 1987
- Carlos Mellino, 1992
- Hasta donde llegue mi voz, 2013